# 楊渡 (奉天省)

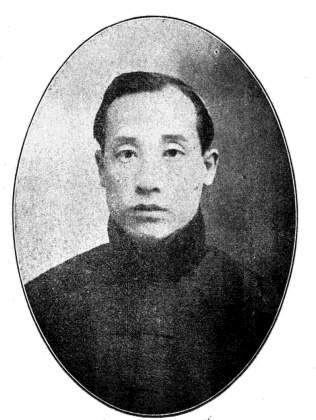
《民国之精华》中的楊渡照片

楊渡（1885年？—？）字泮溪，奉天省海城县人。中華民國政治人物，中華民國第一屆國會第一期常會議員（奉天省參議員）。